# Capture neutronique
En physique nucléaire, la capture neutronique est le processus par lequel un noyau capture un neutron sans se désintégrer (et émet un rayon gamma pour évacuer l'énergie en excès). Ils fusionnent pour former un noyau plus lourd. Comme les neutrons n'ont pas de charge électrique, ils peuvent entrer dans un noyau plus facilement que les particules chargées positivement, qui sont repoussées électrostatiquement.
La capture de neutrons joue un rôle important dans la nucléosynthèse cosmique des éléments lourds. Dans les étoiles, elle peut se produire de deux façons - comme un processus rapide (processus r) ou un processus lent (processus s). Les noyaux de masses atomiques supérieures à 56 ne peuvent pas être formés par des réactions thermonucléaires (par exemple par la fusion nucléaire), mais peuvent être formés par capture de neutrons.

## Capture neutronique sous un flux de neutrons faible

Schéma de désintégration de l'or 198 en mercure 198.

Sous un flux de neutrons faible, comme dans un réacteur nucléaire, un unique neutron est capturé par un noyau. Par exemple, quand l'or naturel (197Au) est irradié par des neutrons, l'isotope 198Au est formé dans un état très excité qui alors émet rapidement un rayonnement γ pour se retrouver dans l'état fondamental de 198Au. Dans ce processus, le nombre de masse (le nombre de nucléons c’est-à-dire le nombre de protons et de neutrons) augmente de un. En termes d'une formule cela s'écrit  197Au(n,γ)198Au. Si les neutrons thermiques sont utilisés, cela s'appelle une capture thermique.
L'isotope 198Au est un émetteur bêta qui se désintègre en isotope de mercure 198Hg. Dans ce processus, le numéro atomique (le nombre de protons dans le noyau) augmente d'un.
Le processus s (mentionné dans l'introduction) se passe de la même manière, mais à l'intérieur des étoiles.

## Capture neutronique sous un flux de neutrons élevé
Le processus r (mentionné dans l'introduction) se produit, d'après notre compréhension actuelle, dans les supernovas où la densité de flux neutronique est tellement élevée que les noyaux atomiques n'ont pas le temps de se désintégrer par émission bêta entre les captures de neutrons. Le nombre de masse augmente donc d'une grande quantité alors que le numéro atomique (c'est-à-dire l'élément) reste le même. Ce n'est qu'ensuite que se produit la désintégration de ces noyaux très instables par de nombreuses désintégrations β, pour aboutir à des noyaux stables ou instables de numéro atomique élevé.

## Section efficace de capture
La section efficace d'absorption d'un neutron d'un isotope d'un élément chimique est la section efficace qu'un atome de cet isotope présente à l'absorption, et est une mesure de la probabilité de capture de neutrons. Elle est habituellement mesurée en barns (b).
La section efficace d'absorption est souvent fortement dépendante de l'énergie des neutrons. Les deux mesures les plus couramment spécifiés sont la section d'absorption des neutrons thermiques, et de résonance intégrale qui considère la contribution des pics d'absorption pour certaines énergies de neutrons, spécifiques à un nucléide particulier, habituellement au-dessus de la plage thermique. Cette dernière situation se rencontre lors de modération des neutrons qui les ralentit à partir d'une énergie d'origine haute.
L'énergie thermique du noyau a également un effet. Si la température augmente, l'élargissement Doppler augmente les chances d'atteindre un pic de résonance. En particulier, l'augmentation de la capacité à absorber les neutrons à haute température de l'uranium 238 (et de le faire sans fission) est un mécanisme de rétroaction négative qui contribue à maintenir les réacteurs nucléaires sous contrôle.

## Utilisation
L'analyse par activation neutronique peut être utilisée pour détecter à distance la composition chimique de matériaux. Ceci est possible parce qu'un matériau émet un rayonnement caractéristique spécifique lorsqu'il absorbe des neutrons. Ceci le rend utile dans de nombreux domaines liés à l'analyse métallurgique et à la sécurité.

## Absorbeurs de neutrons
Les absorbeurs de neutrons les plus prolifiques sont les isotopes radioactifs d'éléments qui arrivent à se stabiliser en absorbant un neutron. Un exemple est le xénon 135 (demi-vie d'environ 9,1 heures), qui absorbe un neutron pour devenir l'isotope stable au xénon 136. Le xénon 135 est formé dans les réacteurs nucléaires lors de la fission de l'uranium 235, de l'uranium 233 ou du plutonium 239, une réaction nucléaire en chaîne conduit souvent à la production de l'iode 135. L'iode 135 subit une désintégration nucléaire, en émettant une particule bêta - avec une demi-vie très courte - pour produire du xénon 135.
D'autres isotopes sont de grands absorbeurs de neutrons. Il y a notamment l'hélium 3, qui devient du tritium, un isotope lourd de l'hydrogène, le bore 10, qui se divise pour devenir lithium 7 et un noyau d'hélium 4. Le samarium 149, qui est également formé lors de réactions nucléaires en chaîne, est également un absorbeur de neutrons très efficace. Il a également une très longue demi-vie, et en pratique il subsiste dans le combustible nucléaire jusqu'à ce qu'il absorbe un neutron, en se transmutant en samarium 150, un isotope stable.
D'autres importants absorbeurs de neutrons sont utilisés dans les réacteurs nucléaires pour les barres de contrôle. Ils comprennent les métaux : le cadmium, le hafnium, et parfois une terre rare, le gadolinium. Ils se composent généralement de mélanges de différents isotopes, dont certains sont d'excellents absorbeurs de neutrons.
Le hafnium, l'un des derniers éléments stables découvert, présente une particularité intéressante. Même s'il est un élément lourd, sa configuration électronique fait qu'il est pratiquement identique au zirconium, et ils se trouvent toujours dans les mêmes minerais ainsi que dans la gemme, le zircon. Cependant, leurs propriétés nucléaires sont profondément différentes. Le hafnium absorbe les neutrons avec avidité et il peut être utilisé dans les barres de contrôle de réacteurs. Le zirconium naturel, lui, est pratiquement transparent aux neutrons. Ainsi, le zirconium, ou un alliage de deux métaux, le Zircaloy, est très utilisé pour la construction de réacteurs, y compris dans des pièces comme les gaines métalliques des crayons de combustible contenant de l'uranium ou du plutonium.
Par conséquent, il est très important d'être capable de séparer le zirconium du hafnium dans l'alliage d'origine naturelle. Cela peut se faire à moindre coût en utilisant des résines échangeuses d'ions modernes. Des résines similaires sont également utilisés dans le retraitement de barres de combustible nucléaire, quand il est nécessaire de séparer l'uranium du plutonium, et parfois du thorium.